# Aviador de combat

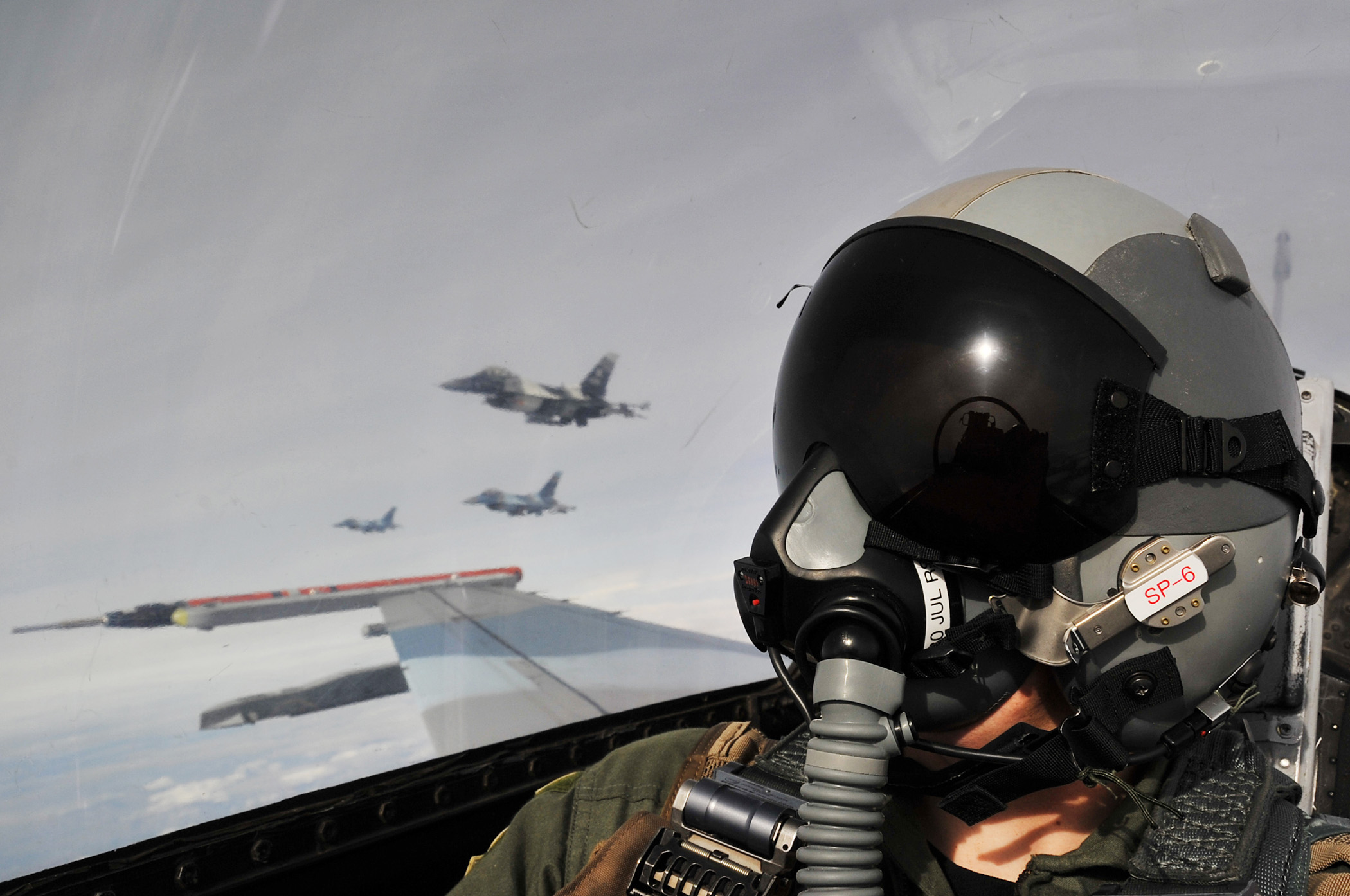
Pilot de caça F-16.

Un aviador de combat, pilot de combat o pilot de caça és un militar entrenat per combatre en combats aire-aire mentre pilota un caça expressament dissenyat per a abatre altres aparells. Els pilots passen un entrenament especialitzat en la guerra a l'aire i el dogfighting (combat aeri a distàncies curtes). No tots els pilots arriben a entrar en combat, però els que ho fan, si assoleixen un total de 5 victòries, se'ls coneix com a asos de l'aviació.

## Reclutament
Els aviadors de combat són una de les branques més prestigioses de qualsevol força aèria. Els reclutadors només accepten l'elit d'entre els candidats potencials. Una persona que posseeix un excepcional expedient acadèmic, forma física, salut i força mental té més possibilitats de ser acceptat. També han d'exhibir certa capacitat de lideratge i habilitats d'equip, ja que quasi totes si no totes les posicions d'un pilot de combat són d'oficial.

## Fitness
Els aviadors de combat han d'estar en un estat de salut òptim per a suportar els esforços físics del combat aeri modern. Cal una condició de cor excel·lent, ja que les forces G tendeixen a xuclar la sang lluny del cervell. Els pilots de combat també requereixen músculs forts a les extremitats i l'abdòmen, per a suportar una maniobra anti-G mentre duu a terme girs i altres maniobres altament accelerades.

## Tàctiques

### Ofensives
Els míssils moderns de mitjà i llarg abast poden ser disparats a objectius fora del camp visual. Tot i això, quan un pilot està en un dogfight a curta distància, la seva posició amb relació a l'oponent és molt important. El rendiment de l'aparell i l'habilitat del pilot és crítica per a mentenir aquest avantatge. Una famosa dita per al dogfight és lose sight, lose fight (perd la visió, perd el combat).
Si un pilot tingués un míssil d'abast superior al de l'enemic, normalment esculliria disparar el seu míssil abans d'estar a l'abast del míssil de l'enemic. Però, normalment, l'armament de l'enemic és desconegut i, per tant, es coneix durant el transcurs del combat.
Algunes maniobres de combat formen les bases de les acrobàcies aèries:
- Bàsiques
  - Split S
  - maniobra Immelmann
  - Thach Weave
  - Les tisores
  - Chandelle

- Complexes
  - Cobra de Pugachev
  - maniobra Herbst

### Defensives
Els pilots són entrenats per a utilitzar tàctiques específiques i maniobres per quan són en combat. Les amenaces en forma de míssils solen ser erradicades amb mesures electròniques com els ràdars chaff.
Els combats són considerats en dogfight es consideren "a distàncies curtes" a partir de menys de 4 milles de distància entre els combatents. Els pilots efectuen maniobres estressants per avantatjar-se durant el dogfight. Els pilots han d'estar en forma per a aguantar les fortes forces G causades durant el combat aeri. Els pilots dobleguen les cames i el tors per evitar que la sang no arribi al cervell. Això és conegut com a AGSM o M1; a vegades com el "grunt".

## Aviadors de combat notables

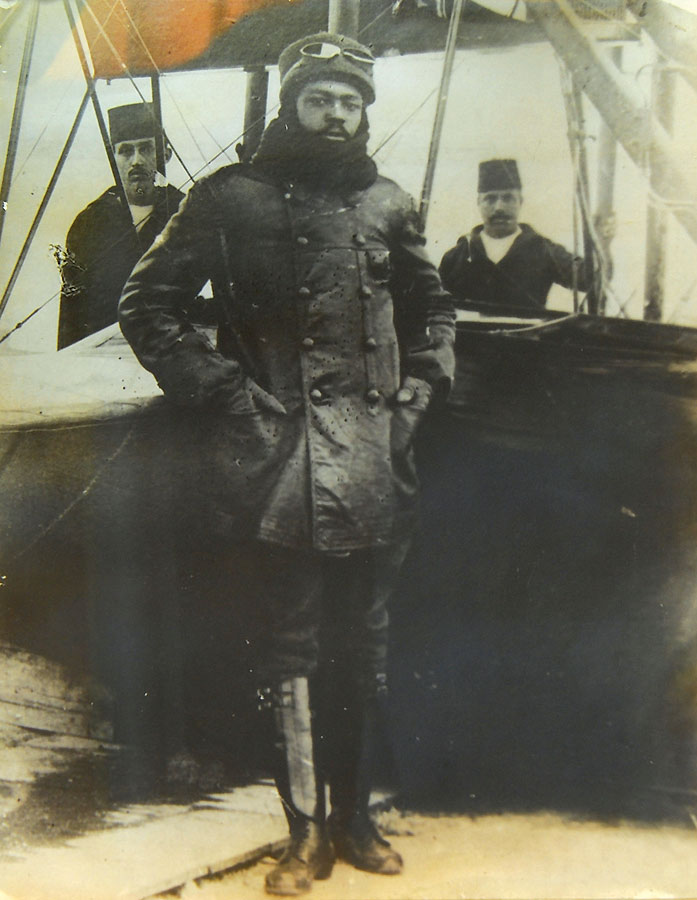
El pilot de guerra otomà Ahmet Ali o (Ahmet Ali Çelikten), probablement el primer aviador negre, a la Primera Guerra Mundial.

Entre els aviadors de combat més notables hi trobem Antonio Bautista, Karl W. Richter, Oswald Boelcke, Georges Guynemer, Manfred von Richtofen, Francesco Baracca, René Fonck, Hermann Göring, Billy Bishop, Richard Bong, James Jabara, Frank Luke, Ernst Udet, Max Immelmann, Adolf Galland, Chuck Yeager, Sailor Malan, Nguyen Van Bay, Robin Olds, Kurt Welter, Heinrich Bär, Heinz-Wolfgang Schnaufer, Giora Epstein, Władysław Turowicz, Hans-Joachim Marseille, Nguyễn Văn Cốc, Gerhard Barkhorn, Erich Hartmann, Nirmal Jit Singh Sekhon, M. M. Alam, Mohommed "Sky Falcon" Rayyan i Jalal Zandi. Altres pilots de combat que aconseguiren fama des de fora de la cabina són Ted Williams, Buzz Aldrin, George W. Bush, Donald Rumsfeld i John McCain.